# Высокая эллиптическая орбита

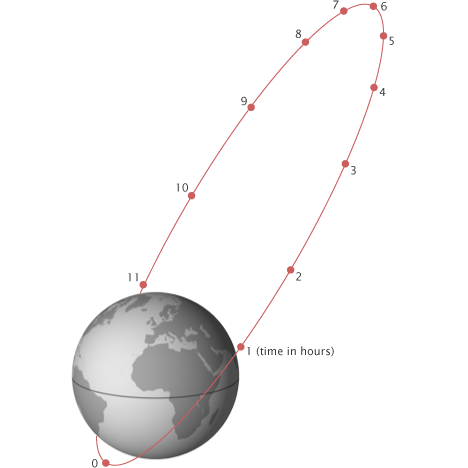
Типичная орбита КА «Молния». Красными точками отмечено время движения спутника по орбите в часах

Высокая эллиптическая орбита (также Высокоэллиптическая орбита,  ВЭО) — это тип эллиптической орбиты, у которой высота в апогее во много раз превышает высоту в перигее.

## Предназначение
По законам Кеплера спутники, использующие высокие эллиптические орбиты, двигаются с очень высокой скоростью в перигее, а затем сильно замедляются в апогее. Когда космический аппарат (КА) находится вблизи апогея, у наземного наблюдателя создаётся впечатление, что спутник почти не двигается в течение нескольких часов, то есть его орбита становится квази-геостационарной. В течение 3,5 часов сигнал с него можно принимать на антенну диаметром 0,6 м без использования поворотного устройства. С другой стороны, точка квазигеостационара может быть расположена над любой точкой земного шара, а не только над экватором, как у геостационарных спутников. Это свойство используется в северных и южных широтах, сильно удалённых от экватора (выше 76—78° с.ш./ю.ш.), где угол места геостационарных спутников может быть очень низким, или даже отрицательным. В этих зонах приём с геостационарного спутника сильно затруднён или вовсе невозможен, и спутники на высокоэллиптических орбитах являются единственной возможностью обеспечить обслуживание. Углы мест у высокоэллиптических спутников превышают 40° на краях зоны обслуживания и достигают 90° в её центре.
ВЭО могут иметь любое наклонение, но часто имеют наклонение близкое к {\displaystyle \arcsin({\sqrt {4/5}})\approx 63,435^{\circ }} для обнуления возмущения вызванного неправильной формой Земли, похожей на сплюснутый эллипсоид. При использовании такого наклонения орбита стабилизируется.
У эллиптических орбит аргумент перигея, находящийся между 180° и 360°, означает, что апогей находится над Северным полушарием. Напротив, аргумент перигея между 0° и 180° означает, что апогей находится над Южным полушарием. Апогей орбиты с аргументом перигея 0° или 180° будет находиться точно над экватором, что с практической точки зрения не имеет смысла, поскольку в этом случае дешевле и проще использовать КА на геостационарной орбите (понадобится всего лишь один спутник вместо трёх).

## Достоинства и недостатки
Спутники на ВЭО обладают следующими достоинствами:
- Возможность обслуживания очень большой территории. Так, например, такая система может обслуживать всю территорию России;
- Обслуживание в высоких широтах. Угол места в этих зонах у систем на ВЭО гораздо больше, чем у геостационарных спутников;[2]
- Широкое использование различных частотных диапазонов на ВЭО без регистрации (в отличие от геостационарной орбиты, где уже практически не осталось ни свободного места, ни свободных частот);
- более дешевый вывод на орбиту (примерно в 1,8 раза)[3].

В то же время, в настоящее время у систем на высокоэллиптических орбитах больше недостатков чем достоинств. К недостаткам относятся:
- необходимость иметь по крайней мере три спутника на орбите (вместо одного геостационарного) для создания квазигеостационарной системы. В случае обеспечения круглосуточного непрерывного вещания, количество КА возрастает до семи[3];
- приемная антенна должна обладать функцией слежения (привод для разворота). Поэтому первоначальная стоимость такой антенны и стоимость её обслуживания будут выше, чем у простой фиксированной антенны;
- в высоких широтах плотность населения гораздо ниже чем в средних районах, поэтому вопрос окупаемости такой системы очень сомнителен;
- апогей спутников на ВЭО выше, чем у ГСО, поэтому мощность передатчиков должна быть выше, до 400—500 ватт. Это удорожает спутники;[2]
- орбита спутников на ВЭО обычно пересекает радиационные пояса, что сильно сокращает срок службы КА. Для того чтобы избавиться от этой проблемы, необходимо иметь орбиту с апогеем около 50 тыс. км и перигеем около 20 тыс. км[3] то есть использовать орбиту «Тундра»;
- так как КА движутся по орбите, эффект Доплера создает дополнительные трудности для приемников на Земле[4];
- из-за большого времени распространения сигнала, возникают сложности при использовании программ, работающих в реальном масштабе времени, такими как телефония[4].

## Примеры использования
Существует несколько известных систем, которые используют высокоэллиптические орбиты.
| «Молния-1Т», «-3», «-3К», «Меридиан»   | Молния | Спутниковая связь                                          | 280° | 62.8°                   | 11 часов 57 мин. 45 сек. | около 500 км    | около 40 000 км  |
| «Sirius XM Radio»                      | Тундра | Спутниковое радио                                          | 269° | 62,1538°                | 23 часа 56 мин. 04 сек.  | 24 475 км       | 47 093 км        |
| Интеграл                               |        | Космическая обсерватория                                   | 300° | 51,6° (в начале миссии) | 4309,6 мин.              | 9743,2 км       | 152 963,8 км     |
| Кластер                                |        | Научный КА                                                 |      | 101,5°                  | 3427,6 мин.              | 8585,9 км       | 129 281,5 км     |
| Орбитальная Геофизическая обсерватория |        | Космическая обсерватория                                   |      | 101,5°                  | 3839 мин.                | около 300 км    | около 150 000 км |
| Advanced Composition Explorer          |        | Научный КА                                                 |      | 28,7°                   | 1398 часов (58,25 дня)   | 145 700 000 км  | 150 550 000 км   |
| Quazi-Zenith Satellite System          | Тундра | Спутниковая система дифференциальной коррекции сигнала GPS | 270° | 40°                     | 23 часа 56 мин. 04 сек.  | около 32 000 км | около 40 000 км  |
| ГЛОНАСС-В                              | Тундра | Спутниковая система дифференциальной коррекции             |      | 64,8°                   | 23 часа 56 мин. 04 сек.  |                 |                  |

### Орбита «Молния»

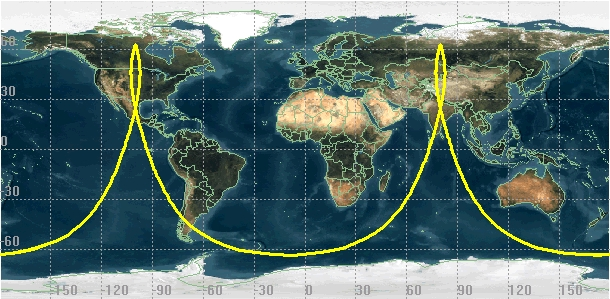
Наземная трасса КА «Молния»

Орбита «Молния» названа в честь серии советских и российских спутников связи двойного назначения «Молния», впервые использовавших в своей работе этот вид орбиты. Её параметры:
- аргумент широты перигея — 280°;
- наклонение — 62,8°;
- драконический период обращения — 11 часов 57 мин. 45 сек.;
- высота — от 500 км в перигее до 40 000 км в апогее.

Полная группировка КА «Молния» состояла из восьми аппаратов на высокоэллиптических орбитах с апогеем в Северном полушарии, время обращения которых равнялось половине звёздных суток (то есть, чуть меньше 12 часов). КА были разделены на четыре пары, в каждой из которых спутники двигались вдоль одной наземной трассы с интервалом в 6 часов друг за другом. Трассы пар были смещены друг относительно друга на 90° по долготе, то есть восемь спутников обеспечивали покрытие во всём мире. Апогеи суточных витков КА первой группы находились над территорией Центральной Сибири и над Северной Америкой, а у КА второй группы — над Западной Европой и Тихим океаном.
Спутники должны были обеспечивать проведение сеансов связи суммарной длительностью до 13 часов в сутки и до 7,5 часов на одном витке.
В данный момент[когда?] группировка спутников «Молния-1Т» и «Молния-3» заменяется на группировку КА «Меридиан».

### Орбита «Тундра»

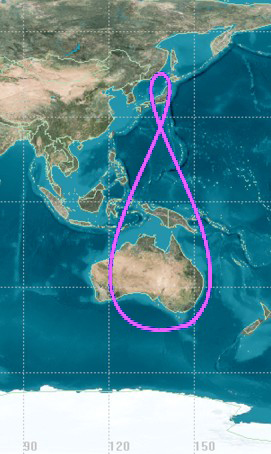
Наземная трасса КА «QZSS»

- период обращения — 23 часа 56 мин. 04 сек. (1 Звёздный день);
- большая полуось ({\displaystyle a}): 42 164 км;
- эксцентриситет ({\displaystyle e}): от 0,25 до 0,4;
- высота в перигее: {\displaystyle a\cdot (1-e)-R_{e}}, где {\displaystyle R_{e}=6371} (средний радиус Земли) — от 18 900 до 25 240 км;
- высота в апогее: {\displaystyle a\cdot (1+e)-R_{e}} — от 46 330 до 52 660 км;
- наклонение ({\displaystyle i}): 62,15°[4] — 63,4°;

Орбита «Тундра» концептуально схожа с орбитой «Молния», но является геосинхронной: вместо 12 часов спутники делают полный виток за одни звёздные сутки (23 часа 56 мин.). Апогей этой орбиты обычно лежит значительно выше, чем у Молнии, в районе 46 000-52 000 км. В теории это может показаться лучше, так как эффективность использования спутников на орбите «Тундра» значительно повышается: они могут обслуживать выбранную территорию более 12 часов на каждом витке, а для организации круглосуточной связи достаточно двух аппаратов. Однако мощность передатчиков на таком КА должна быть значительно выше, так как он находится значительно дальше от Земли.
В данный момент[когда?] такая орбита используется компанией «Sirius XM Radio», которая эксплуатирует на этой орбите систему «Sirius XM» состоящую из трёх КА, а также японской навигационной системой QZSS.